# Lista de episódios de Antônia
Abaixo, uma lista de episódios da série de televisão brasileira Antônia, exibida pela Rede Globo desde 17 de novembro de 2006.

## 1ª temporada: 2006
| Nº do Episódio | Título Original | Data de exibição       | Direção         |  |  |
| 1.01           | "De Volta para Casa" | 17 de novembro de 2006 | Luciano Moura   |  |  |
| 1.01           | Barbarah sai da cadeia após dois anos de prisão, mas, quando finalmente coloca os pés na rua, não encontra ninguém à sua espera. Nesse período, sua principal motivação foi o reencontro com Preta, Lena e Mayah. Por conta disso, escreveu músicas e freqüentemente sonhava com shows. Nossa história começa no primeiro dia de sua liberdade condicional. O combinado era encontrar as amigas na saída da prisão, mas, quando ela finalmente coloca os pés na rua, não encontra ninguém. Roteiro de Elena Soárez, Fernando Meirelles, Jorge Furtado, Luciano Moura, Tata Amaral |                        |                 |  |  |
|                | |                        |                 |  |  |
| 1.02           | "Qualquer Maneira de Amor Vale a Pena?" | 24 de novembro de 2006 | Tata Amaral     |  |  |
| 1.02           | As minas se preparam para uma "balada". Enquanto se arrumam, Preta conta que está com os salários atrasados e que acabou fazendo empréstimo em uma financeira para pagar os óculos de Emília. Elas prometem ajudá-la, mas o momento é de curtição: irão ao Tangerina, bar no qual Mayah trabalha como cantora e Diamante é uma espécie de encarregado geral do seu Osvaldo (Bertrand Duarte), dono do lugar. Roteiro de Jorge Furtado e Claudia Tajes |                        |                 |  |  |
|                | |                        |                 |  |  |
| 1.03           | "Nem Tudo É Relativo" | 1 de dezembro de 2006  | Roberto Moreira |  |  |
| 1.03           | As quatro integrantes do Antônia vão a um estúdio tentar ensaiar a próxima apresentação, mas vários problemas técnicos interrompem as tentativas. Um grupo de pagode ensaia suas músicas numa laje vizinha, impedindo que elas consigam trabalhar. Depois de uma breve confusão entre os dois grupos, uma solução é alcançada: os pagodeiros se juntam ao Antônia para ensaiar uma música que mistura samba com hip-hop. A apresentação faz parte da programação da festa que acontece na escola. Roteiro de Claudio Galperin |                        |                 |  |  |
|                | |                        |                 |  |  |
| 1.04           | "Toque de Recolher" | 8 de dezembro de 2006  | Fabrizia Pinto  |  |  |
| 1.04           | Diamante conseguiu uma apresentação do Antônia num programa de TV. As quatro se preparam no camarim para entrar no ar, enquanto Emilia assiste ao programa da casa de seu pai. Neste momento, dois homens batem na porta à procura de Hermano. Ao perceber a movimentação, Hermano tenta fugir e os dois homens vão atrás. Depois de uma longa perseguição pelas vielas e lajes da favela, Hermano acaba sendo algemado. Os dois homens eram policiais. Sem ter o que fazer com a garota, os policiais acabam levando Emilia para a delegacia. Roteiro de Fabrizia Pinto, Claudia Tajes e Fernando Meirelles |                        |                 |  |  |
|                | |                        |                 |  |  |
| 1.05           | "Fidivó" | 15 de dezembro de 2006 | Gisele Barroco  |  |  |
| 1.05           | Preta faz uma verdadeira peregrinação pelos hospitais públicos de São Paulo para conseguir fazer com que sua mãe seja atendida. Maria está com muita falta de ar e fortes dores no peito. Preta não consegue fazer com que ela seja atendida imediatamente e precisa cruzar a cidade para conseguir ir a um hospital que receba sua mãe. Além disso, precisa cuidar de Emilia e ainda trabalhar. Com tantas responsabilidades, Preta pede ajuda as amigas e deixa Emilia aos cuidados delas. Mas no dia seguinte, Maria morre. Enquanto isso, Barbarah vai até a organização do show e descobre que a apresentação do Antônia será no pior horário do festival, ou seja, muito cedo, e com seu charme, ela consegue convencer o produtor a adiar um pouco a entrada do Antônia, fazendo com que o grupo se apresente para um público maior. Roteiro de Jorge Furtado, Claudia Tajes |                        |                 |  |  |

## 2ª temporada: 2007
A 2ª temporada da série estreou no dia 21 de setembro de 2007. Assim como a primeira, teve 5 episódios, cada um deles sob o comando de uma diretora diferente.
| Nº do Episódio | Título Original | Data de exibição       | Direção         |  |  |
|                | |                        |                 |  |  |
| 2.01           | "Plano B" | 21 de setembro de 2007 | Gisele Barroco  |  |  |
| 2.01           | Uma certa Mariah semeia a discórdia no Antônia. Roteiro de Claudia Tajes |                        |                 |  |  |
|                | |                        |                 |  |  |
| 2.02           | "Pobres e Famosas" | 28 de setembro de 2007 | Tata Amaral     |  |  |
| 2.02           | As Antônias participam de uma entrevista em um programa de televisão e contam ao público sua trajetória de sucesso. Roteiro de Cintia Moscovich |                        |                 |  |  |
|                | |                        |                 |  |  |
| 2.03           | "O Valor do Diamante" | 5 de outubro de 2007   | Paola Siqueira  |  |  |
| 2.03           | O grupo recebe uma proposta de gravação de comercial e cada integrante decide o que fazer com o cachê. Enquanto isso, as Antônias são apresentadas a um novo empresário, e questionam o papel de Diamente, seu gerente atual. Roteiro de Marcelo Pires                   |                        |                 |  |  |
|                | |                        |                 |  |  |
| 2.04           | "Ligação a Cobrar" | 12 de outubro de 2007  | Fabrízia Pinto  |  |  |
| 2.04           | As quatro integrantes, ao se apresentarem uma casa noturna, percebem que estão fazendo cada vez mais sucesso. Por esse motivo, já estão sendo visadas pelos criminosos, e Mayah fica em poder um seqüestrador, para o desespero de suas amigas. Roteiro de Jorge Furtado |                        |                 |  |  |
|                | |                        |                 |  |  |
| 2.05           | "Sábado, às 4" | 19 de outubro de 2007  | Dainara Toffoli |  |  |
| 2.05           | Um documentarista alemão vem para o Brasil interessado na história das quatro integrantes do grupo Antônia, cujas bem-sucedidas integrantes já estão em outra fase de suas vidas. Roteiro de Pedro Furtado e Jorge Furtado                                               |                        |                 |  |  |